# Harald Lechenperg

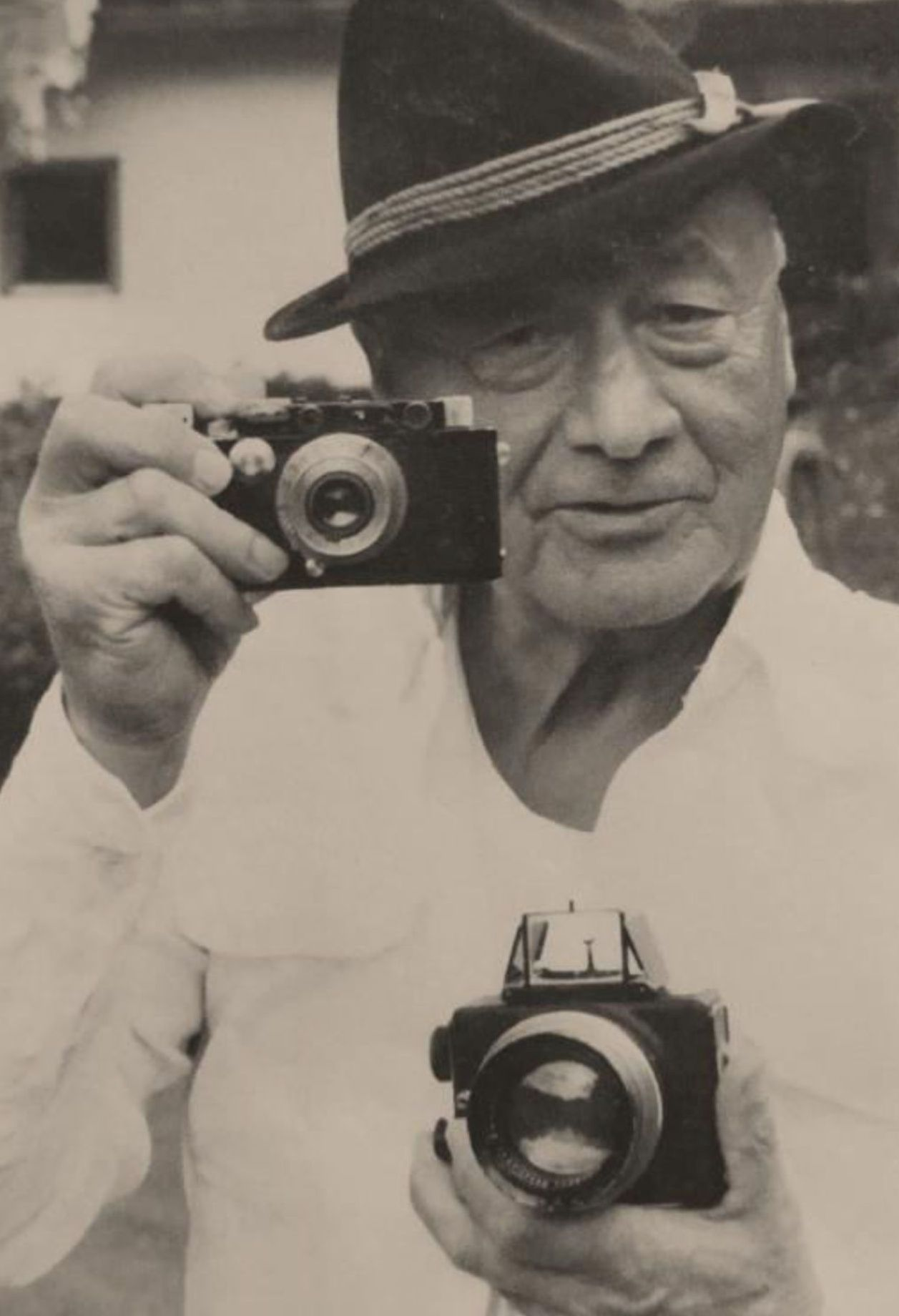
Harald Lechenperg 1984 in Kitzbühel

Harald Peter Lechenperg (* 5. Oktober 1904 in Wien, Österreich-Ungarn; † 1. Jänner 1994 in Kitzbühel) war ein deutsch-österreichischer Fotograf, Journalist und Dokumentarfilmer.

## Leben
Lechenperg begann 1925 in Wien als Journalist zu arbeiten. Seit 1929 veröffentlichte er zunächst auch aus Paris Bildreportagen in den Zeitschriften „Die Woche“ und „Atlantis“. Seit 1930 war Harald Lechenperg ständiger Mitarbeiter des Ullstein-Verlages. Er veröffentlichte weiterhin 1932 in der „Berliner Illustrierten Zeitung“ (BIZ), der „Dame“ und im „National Geographic Magazine“. 1932 stand er zusätzlich bei der Agentur Dephot unter Vertrag. 1933 gewährte er angeblich seinem jüdischen Kollegen Robert Capa Unterschlupf, der aus Deutschland geflohen war. Allerdings trat Lechenperg März 1933 der bald in Österreich illegalen NSDAP bei. In den Jahren 1930–36 reiste er als Reporter nach Indien, Afghanistan, Arabien, Afrika und in die USA. 
1937 wurde er Chefredakteur der „BIZ“ und führte diese – im Unterschied zum politischeren „Illustrierten Beobachter“ – als eher „unpolitische Massenillustrierte“, die gerade deshalb als „Propaganda-Vehikel ersten Ranges“ des NS-Staates gelten kann. Erst mit Kriegsbeginn entwickelte sich die BIZ zu einem „grobschlächtigen Propagandainstrument“. Am 27. Juni 1938 beantragte er die offizielle Aufnahme in die NSDAP und wurde rückwirkend zum 1. Mai desselben Jahres aufgenommen (Mitgliedsnummer 6.199.371).
1940 wurde Lechenperg erster „Hauptschriftleiter“ (Chefredakteur) der NS-Auslandspropagandaillustrierten „Signal“. Im Sommer 1941 wurde er abgesetzt, weil man „Signal“ stärker von der „BIZ“ absetzen wollte, deren Chefredakteur er bis 1943 blieb. Anschließend plante er in Schweden eine vom Außenamt geförderte Zeitschrift. Die für das neutrale Ausland gedachte „Tele“ kam aber über einige Probenummern nicht mehr hinaus. Bei Kriegsende verließ er Schweden, um in Wien eine neue Zeitschrift zu gründen. 
1948 war er Chefredakteur der nur kurz erschienen „Bazar“. Der Versuch, eine Lizenz für eine „Österreichische Illustrierte Zeitung“ zu erhalten, scheiterte wohl aufgrund seiner NS-Vergangenheit. Von 1949 bis 1951 war er Chefredakteur und später auch Mitherausgeber der Illustrierten „Quick“, dann der Münchner Zeitschrift „Copress-Europäische Hefte“, der „Deutschen Illustrierten“ in Stuttgart und schließlich bis 1961 der „Neuen Illustrierten“ in Köln.
Nach 1962 wirkte er als Herausgeber mehrerer Bücher und Dokumentationen u. a. über die Olympischen Spiele und widmete sich der Produktion von 22 Dokumentarfilmen, vor allem für das Bayerische Fernsehen. Sein Hauptinteresse galt der Fotodokumentation. Seine fotografischen Werke wurde in zahlreichen in- und ausländischen Ausstellungen kuratiert. Er war berufenes Mitglied der Deutschen Gesellschaft für Photographie.
Verheiratet war er in zweiter Ehe mit Evelyne Lechenperg (* 10.12.1942 geb. Schmidt), die heute sein umfangreiches Archiv verwaltet. Im September 2022 erschien von seiner Witwe die zweite Auflage des Buches "Ein Leben mit der Leica: Die Anfänge des Fotojournalismus".

## Schriften (Auswahl)
- Das Rätsel Indien - Bilder von einer Reise durch das Land der Märchenfürsten und Priester, Fabrikarbeiter und Fakire, Ullstein Verlag, Berlin 1935
- Mann gegen Mann: Sport in U.S.A. mit europäischen Augen gesehen, Ullstein Verlag, Berlin 1936
- Himmel, Hölle, Himalaya, Bertelsmann, Gütersloh 1958